# 乔纳森·科尔曼
喬納森·科爾曼（Dr Jonathan Coleman，1966年9月23日—）是紐西蘭政治人物，連任四屆的國會議員。於2011至2017年間擔任國防部、衛生部、移民局、體育委員會、公共服務會、及廣播局等部會首長。
科爾曼於2016年12月6日宣布投入紐西蘭國家黨黨魁選舉，但於12月8日退選。